# Colt New Police
Colt New Police шестизарядний револьвер подвійної/одинарної дії. Ця зброя була розроблена під набій .32 New Police, який за параметрами на набій .32 S&W Long з плосконосою кулею, окрім форми носу кулі. Окрім версії під набій .32 New Police, була версія під набій .32 Colt. Діаметри обох набоїв різні, .32 Colt приблизно на 0.020 дюйма менша в діаметрі ніж New Police. Хоча револьвер можна заряджати і стріляти з нього набоями .32 Colt, це не рекомендовано роботи. А от зарядити набій .32 New Police револьвер під набій .32 Colt не можливо. Пізніше версія під набій .32 New Police була більш поширеною ніж версія під набій .32 Colt
Револьвер Colt New Police випускали з 1896 по 1907 роки компанія Colt's Manufacturing Company у Гартфорді, штат Коннектикут. Приціли на револьвері - фіксована мушка та проріз  як цілик. Револьвери пропонували зі стволами довжиною 2+1⁄2-, 4- або 6-дюймів у синьому воронуванні або нікельовані та з щічками з твердої гуми. Colt New Police обрав комісар поліції Нью-Йорка (NYPD) Теодор Рузвельт у 1896 році як стандартного револьвера для офіцерів поліції Нью-Йорка.
До 1905 року випускали цільову версію револьвера з 6-дюймовим стволом та регульованими прицілами.
Револьвер New Police в 1907 році в каталозі Кольта покращеним револьвером Colt Police Positive, який мав внутрішній запобіжник-блокувальник курка та кращу работу замка.